# A Woman Redeemed
A Woman Redeemed é um filme policial britânico de 1927, dirigido por Sinclair Hill e estrelado por Joan Lockton, Brian Aherne e James Carew. Foi baseado no romance The Fining Pot is for Silver de F. Britten Austin.

## Elenco
- Joan Lockton ... Felice Annaway
- Brian Aherne ... Geoffrey Maynefleet
- Stella Arbenina ... Marta
- James Carew ... Conde Kalvestro
- Gordon Hopkirk ... Angelo
- Frank Denton ... Bug
- Robert English ... Coronel Mather